# Polycycnis aurita
Polycycnis aurita är en orkidéart som beskrevs av Robert Louis Dressler. Polycycnis aurita ingår i släktet Polycycnis och familjen orkidéer. Inga underarter finns listade i Catalogue of Life.